# Chelifera frigelii
Chelifera frigelii är en tvåvingeart som först beskrevs av Zetterstedt 1838.  Chelifera frigelii ingår i släktet Chelifera och familjen dansflugor. Arten är reproducerande i Sverige. Inga underarter finns listade i Catalogue of Life.